# Renate Eggebrecht

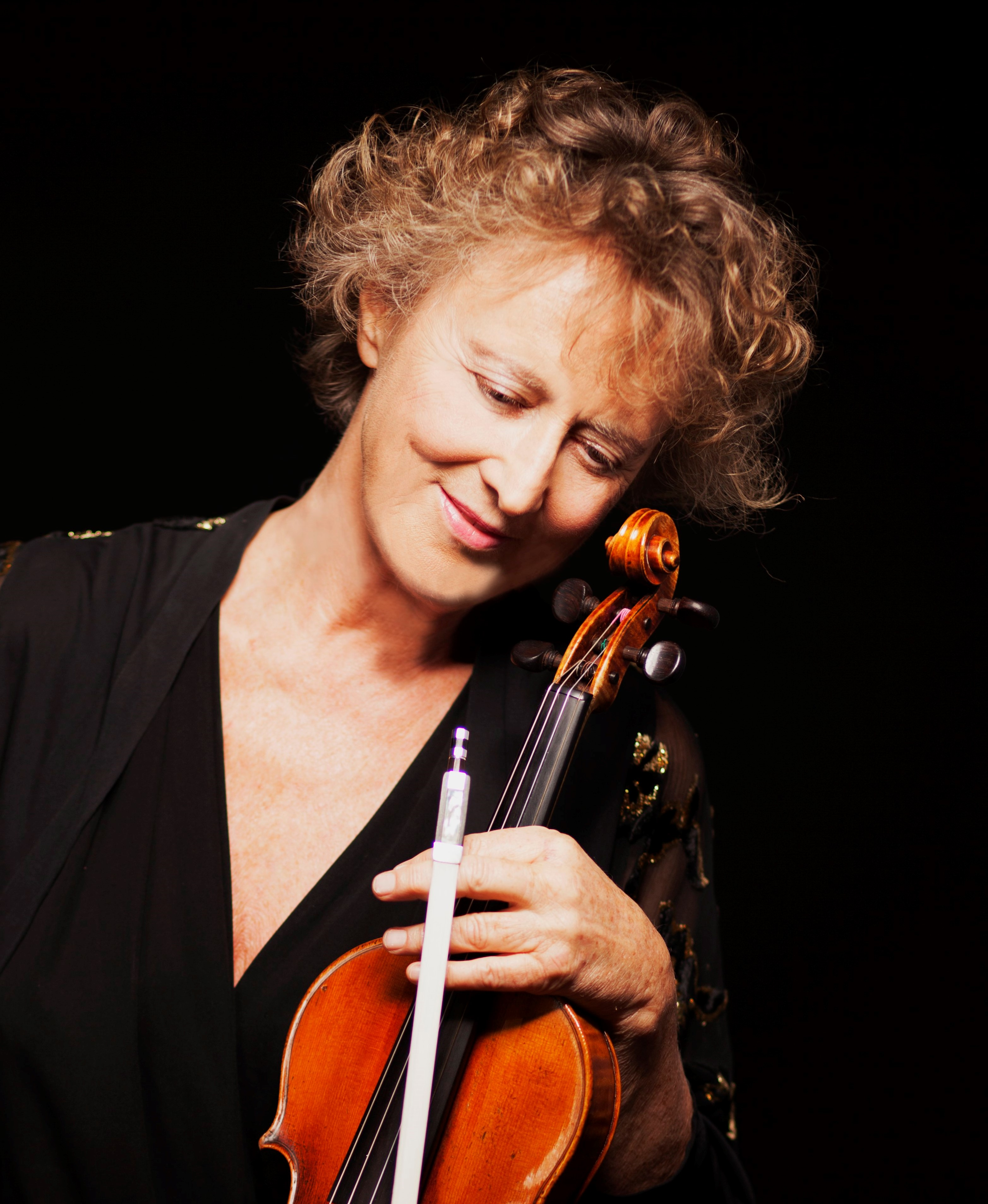
Renate Eggebrecht (2013)

Renate Eggebrecht (* 12. August 1944 in Selent; † 8. Januar 2023 in Blankenrath) war eine deutsche Violinistin und Musikproduzentin.

## Biografie
Eggebrecht wurde als Tochter der Musikwissenschaftlerin und Malerin Elfriede Eggebrecht, geborene Voß, und des Studienrats Werner Eggebrecht geboren. Sie wuchs in Eutin auf und wurde ab dem 4. Lebensjahr von ihrer Mutter unterrichtet. Mit acht Jahren wurde sie Schülerin von Hans Hilf, einem Meisterschüler von Walther Davisson. Ab dem 12. Lebensjahr studierte sie an der Musikhochschule Lübeck Violine bei Friedrich Wührer, dem Sohn des Pianisten Friedrich Wührer, und Klavier bei Wilhelm Rau. Anschließend setzte sie ihre Ausbildung an Musikhochschule München fort. Es folgten private Studien bei Wolfram König,  Meisterkurse bei Max Rostal und Seymion Snitkovsky, sowie Kammermusikkurse beim La-Salle-Quartett.
1986 gründete Eggebrecht das Fanny Mendelssohn Quartett, mit dem sie das Streichquartett Es-Dur (1834) von Fanny Hensel erstmals in München spielte. Es folgte die Uraufführung von Hensels Klavierquartett As-Dur (1822) im Jahr 1988 im Münchner Gasteig. Die Noten dieser beiden Werke gab sie 1988 als Erstveröffentlichungen im Kasseler Furore Verlag heraus.
1991 gründete Eggebrecht zusammen mit dem Cellisten Friedemann Kupsa die Musikproduktion Troubadisc als Label für Klassische Musik, um unbekannte, vergessene Musik zu veröffentlichen und spielte die Kammermusik von Fanny Hensel, Ethel Smyth, Germaine Tailleferre, Grażyna Bacewicz und anderen Komponistinnen als CD-Weltersteinspielungen ein.
Eggebrecht produzierte 1993 das gesamte Liedschaffen von Nadia Boulanger als CD-Erstveröffentlichung, ebenso die Instrumental- und Klavierlieder von Ethel Smyth sowie die Kammermusik und das Liedschaffen von Fanny Hensel und mit dem Pianisten Wolfram Lorenzen den Klavierzyklus Das Jahr in der Reinschrift (1842) der Komponistin als CD-Weltpremiere. In den Jahren 1994/1995 spielte sie mit ihrem Ensemble die Streichquartette Nr. 1–8 von Darius Milhaud für ein, sowie seine Werke Machines agricoles op. 56 und Catalogue de Fleurs op. 60. Im Jahr 1996 erschienen auch die CD-Einspielungen der beiden großen Streichquartette von Arthur Bliss mit dem Fanny Mendelssohn Quartett.
Zusammen mit dem Pianisten Wolfram Lorenzen veröffentlichte sie 1997/1998 die Edition Max Reger Klavierkammermusik mit 3 Volumina. Es folgte die Einspielung der gesamten Werke für Violine Solo von Max Reger, die sie 2003 als Produktion des Labels Troubadisc erstmals in der Schallplattengeschichte veröffentlichte. Diese 5 CDs umfassende Edition des Gesamtwerks für Violine Solo von Max Reger, das von op. 42 (1899), op. 91 (1906) bis op. 131a und nachgelassenen Werken (1916) reicht, ist als Ganzes eine Weltpremiere.
Auch als Kammermusikerin engagierte sie sich für die Entdeckung von Werken vernachlässigter Komponisten. Sie veröffentlichte 2000 zusammen mit dem Cellisten Friedemann Kupsa die CD-Weltersteinspielung der Sonate für Violine und Violoncello (1947) von Nikos Skalkottas und die Sonatine op. 324 von Darius Milhaud. Mit Kupsa legte sie 2002 die CD-Weltpremieren der Duo-Sonate (1985) des rumänischen Avantgarde-Komponisten Anatol Vieru und der Strassenmusik N° 16 op. 210 (2001) des griechischen Komponisten Dimitri Nicolau vor. Dieses Werk ist dem Duo Eggebrecht / Kupsa gewidmet.
Als Geigerin und Produzentin initiierte sie 2002 die Edition Violin Solo beginnend mit Max Regers Chaconne op. 117 über Bach’s Sei Solo bis in die Gegenwart reicht.
Eggebrechts Violine ist ein Stradivari-Nachbau des Geigenbauers Jean-Baptiste Vuillaume aus dem Jahr 1858.

## Auszeichnungen
- 1993: Ernennung zum Ehrenmitglied der Pariser Association Germaine Tailleferre

## Diskografie (Auswahl)
- Ethel Smyth: Kammermusik Vol.1 und Vol.2, Violinsonate op.7, Streichquintett op.1, Streichquartett (1902/12). (Troubadisc, 1991)
- Ethel Smyth: Kammermusik Vol.3,  Doppelkonzert in A, Horn: Franz Draxinger, Klavier: Céline Dutilly. (Troubadisc, 1992)
- Grażyna Bacewicz: Streichquartette, Streichquartett Nr.4, Streichquartett Nr.6, Streichquartett Nr.7. (Troubadisc 1992)
- Germaine Tailleferre: Kammermusik, Violinsonate Nr.1, Violinsonate Nr.2,  Streichquartett (1919), Klaviertrio (1978). (Troubadisc, 1993)
- Fanny Hensel: Kammermusik, Klavierquartett (1822), Streichquartett (1834), Klaviertrio op.11. (Troubadisc 1994)
- Darius Milhaud: Streichquartette Nr. 1–8,Streichquartett Nr.1 op.5, Streichquartett Nr.2 op.16; Streichquartett Nr.3 op.31, Streichquartett Nr.4 op.46, Streichquartett Nr.5 op.64; Streichquartett Nr.6 op.77, Streichquartett Nr.7 op.87, Streichquartett Nr.8 op.121. (3 CDs, Troubadisc, 1994–1995)
- Arthur Bliss: Streichquartett Nr.1, Streichquartett Nr.2. (Troubadisc, 1997)
- Melomania Streichquartette: Elisabeth Lutyens, Violeta Dinescu, Gloria Coates. (Troubadisc, 1997)
- Max Reger: Edition Klavierkammermusik mit Wolfram Lorenzen und Siegfried Mauser Klavier, Violinsonaten opp. 72 und 139; Klavierquintett op.64, Klaviertrio op.102; Klavierquartette opp.113 und 133. (3 CDs, Troubadisc, 1997–1998)
- Duo mon amour: Duos für Violine & Violoncello, mit Friedemann Kupsa Violoncello, Werke von Maurice Ravel, Darius Milhaud, Arthur Honegger, Nikos Skalkottas. (Troubadisc, 2000)
- Strassenmusik n.16, Duos für Violine & Violoncello, mit Friedemann Kupsa Violoncello, Zoltán Kodály, Duo op.7; Elizabeth Maconchy, Theme and Variations (1951); Anatol Vieru, Sonate (1984–85); Dimitri Nicolau, Strassenmusik n.16 op.210. (2 CD, Troubadisc 2000/2002)
- Max Reger, Gesamtwerk für Violine Solo, Vier Sonaten op.42, Sieben Sonaten op.91; Sieben Präludien und Fugen, Chaconne op.117; Präludien und Fugen 131a, Präludium und Fuge op. posth. (1902), Präludium op. posth. (1915). (4 CDs, Troubadisc, 1999–2002)
- Violin Solo Vol. 1, Max Reger, Chaconne op.117 Nr.4; Johanna Senfter, Sonate op.61; Nikos Skalkottas, Sonate (1925); Arthur Honegger, Sonate (1940), Troubadisc, 2001
- Violin Solo Vol. 2, Erwin Schulhoff, Sonate (1927); Béla Bartók, Sonate (1944); Grażyna Bacewicz, Sonate (1958); Darius Milhaud, Sonatine pastorale op.383; Dimitri Nicolau, Sonata in Greek Mood op.228. (Troubadisc, 2006)
- Violin Solo Vol. 3: Paul Hindemith, Studien (1916), Sonate op.11, Sonate op.31 Nr.1, Sonate op.31 Nr.2, Satz und Fragment aus einer Sonate (1925); Anatol Vieru, Capriccio; Wladimir Martynow, Partita. (Troubadisc, 2007)
- Violin Solo Vol. 4: Ernest Bloch, Suite Nr.1 und Nr.2; Igor Strawinsky, Élégie; Grażyna Bacewicz, Vier Capricen; Aram Chatschaturjan, Sonate-Monolog; Alfred Schnittke, a paganini. (Troubadisc, 2008)
- Violin Solo Vol. 5: Sergei Prokofjew, Sonate op.115; Ljubica Marić, Sonata fantasia; Grażyna Bacewicz, Polnische Capricen Nr.1 und Nr.2, Sonate, Eduard Tubin, Sonate, Suite über estnische Volksweisen; Edison Denissow, Sonate. (Troubadisc, 2010)
- Violin Solo Vol. 6: Eugène Ysaӱe, Sonaten Nr. 1–6; Joaquín Rodrigo, Capriccio. (Troubadisc, 2014)
- Violin Solo Vol. 7: Johann Sebastian Bach, Sonaten und Partiten BWV 1001–1006; Valentin Silvestrov, Postludium II. (3 CDs, Troubadisc, 2014)
- Violin Solo Vol. 8: Karl Amadeus Hartmann, Sonaten Nr.1 & 2, Suiten Nr.1 & 2. (Troubadisc, 2016)
- Violin Solo Vol. 9: Mieczysław Weinberg, Sonate Nr. 1 op.82; Sonate Nr. 2 op.95; Sonate Nr. 3 op.126; Alfred Schnittke, Fuge für Violine solo. (Troubadisc, 2017)
- Violin Solo Vol. 10: u. a. Einojuhani Rautavaara, Variétude; Kalevi Aho, Solo I (Tumultos); Sonata per violino solo; Pehr Henrik Nordgren, Sonata for violin solo op.104. (Troubadisc 2018)